# Thanon Kanchanaphisek

Motorway 9 (maut-pflichtiger Abschnitt)

Motorway 9 (mautfreier Abschnitt)

Thanon Kanchanaphisek

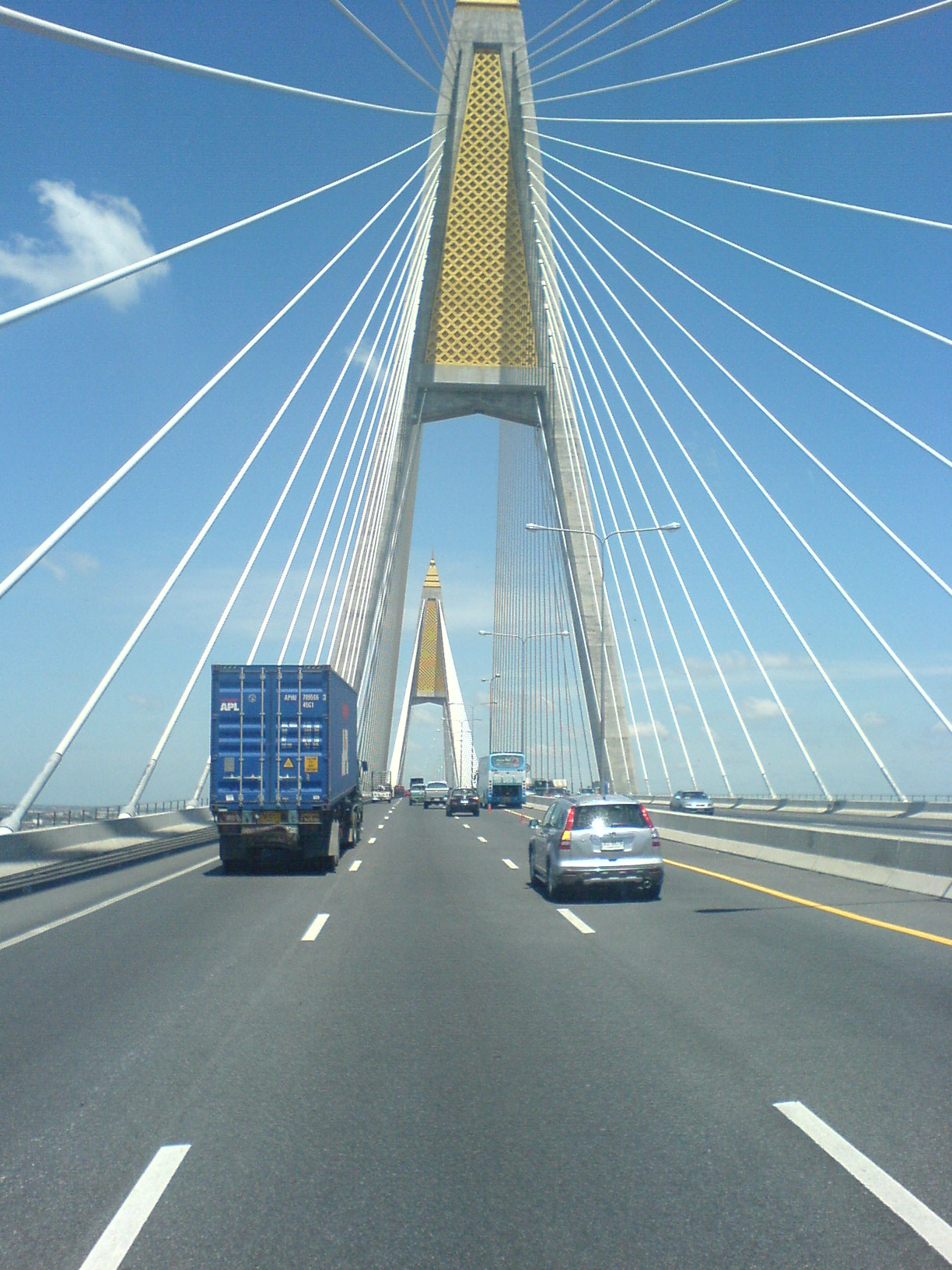
Expressway über die Kanchanaphisek-Brücke

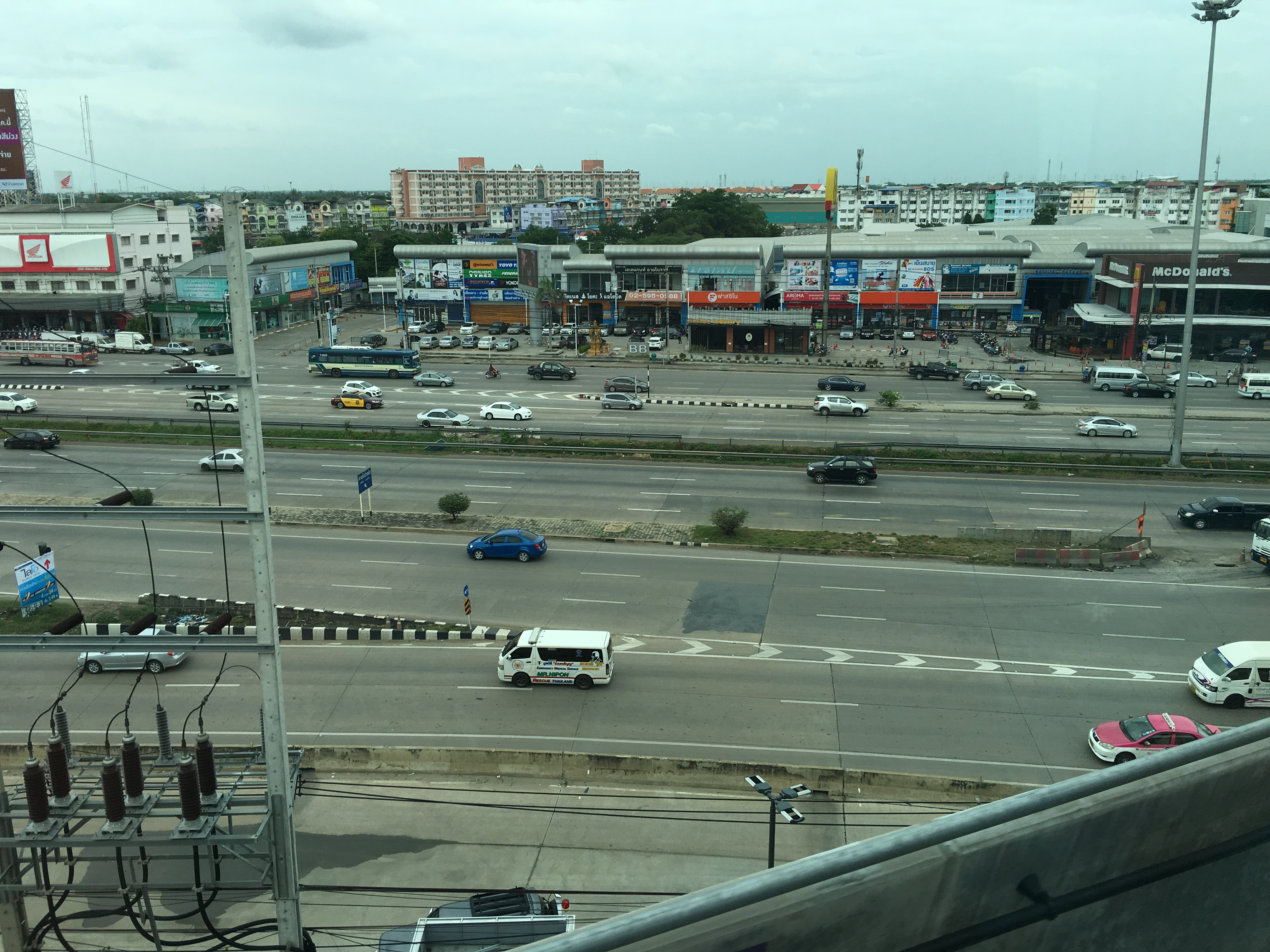
Thanon Kanchanaphisek in Bang Yai, Nonthaburi

Die Äußere Bangkoker Ringstraße (thailändisch ถนนวงแหวนรอบนอกกรุงเทพมหานคร, RTGS Thanon Wong Waen Rop Nok Krung Thep Maha Nakhon, englisch Outer Bangkok Ring Road oder ถนนกาญจนาภิเษก, Thanon Kanchanaphisek, „Straße des Goldenen Jubiläums“ oder Autobahn 9, ทางหลวงพิเศษหมายเลข 9, Thang Luang Phiset Mai Lek 9) ist eine Ringautobahn, die um Bangkok herumführt und die Verkehrssituation in der thailändischen Hauptstadt entlasten soll. Mit dem Projekt wurde 1996 begonnen, dem Jahr des 50. Thronjubiläums des Königs Bhumibol Adulyadej, daher der thailändische Name der Straße.
Sie ist im Ostteil als mautpflichtiger Motorway 9 ausgeführt. Das südliche Teilstück ist als mautpflichtiger Expressway unter dem Namen South Kanchanaphisek Ring  ausgeführt und ist seit dem 16. November 2007 für den Verkehr freigegeben. In diesem Bereich von Suk Sawat nach Bang Phli kreuzt die Strecke den Mae Nam Chao Phraya (Chao-Phraya-Fluss). Gebaut wurde diese Ringautobahn als Umgehungsstrecke für den Großraum Bangkok, um den Metropolbereich vom Durchgangsverkehr aus und nach allen Richtungen zu entlasten. Die westliche Umgehung ist mautfrei und zugleich ein Teil des Asiatischen Fernstraßen-Projekt AH2. 
Sie kreuzt alle wichtigen Straßen-Verbindungen, und zwar von Norden im Uhrzeigersinn:
- Thai Highway 32: nach Nakhon Sawan (AH1) / (AH2)
- Bang Pa-in – Nakhon Ratchasima Motorway
- Thanon Phahonyothin nach Norden und Nordosten (AH2)
- Bangkok-Chonburi Motorway nach Rayong über Pattaya und zum Flughafen Bangkok-Suvarnabhumi
- Thai Highway 34 (Bang Na Expressway) nach Chon Buri
- Thanon Sukhumvit Richtung Osten,
- Thai Highway 35: Richtung Süden,
- Thanon Phetkasem: Richtung Westen und Süden.
- Thai Highway 338: nach Nakhon Pathom (AH2)
- Bang Yai – Kanchanaburi Intercity Motorway

Die Ringstraße quert an zwei Stellen den Chao-Phraya-Fluss. Die nördliche Querung ist die Chiang-Rak-Brücke an der Grenze der Provinzen Pathum Thani und Ayutthaya. Die südliche ist die Kanchanaphisek-Brücke und ist die bislang mündungsnächste Querung des Chao Phraya. Sie ist als Schrägseilbrücke ausgeführt und hat eine Länge von 941 Metern.
Am 15. Februar 2022 wurde ein neues Mautsystem M-Flow für die Autobahn 9 eingeführt. Das bisherige elektronischen Mauterhebungssystemen EasyPass und die Barzahlung bleiben weiterhin bestehen.

## Kartenmaterial
- ThinkNet: Road Map of Thailand. MapMagic CD + Paper Map. Multi-Purposes Bilingual Mapping Software, Bangkok, 2008 edition.